# Sociedad Deportiva Logroñés
Ne doit pas être confondu avec l'Unión Deportiva Logroñés, un autre club de football de Logroñés, ou le Club Deportivo Logroñés, un club de football disparu.
Maillots
Actualités
La Sociedad Deportiva Logroñés est un club de football espagnol basé à Logroño (La Rioja). Il est fondé en 2009 à la suite de la disparition du CD Logroñés.

## Histoire
Le club fait partie de la mouvance du football populaire et de gestion démocratique en suivant l'exemple de clubs tels que le FC United of Manchester, l'Association Football Club Wimbledon, Xerez Deportivo Fútbol Club, Club de Accionariado Popular Ciudad de Murcia, Unión Club Ceares ou les Unionistas de Salamanque.
La Sociedad Deportiva Logroñés parvient à monter en Segunda Division B à la fin de la saison 2011-2012 mais redescend en Tercera División en 2014.
Après une première remontée en Segunda B à l'issue de la saison 2019/20, les Blanquirrojos enchaînent avec une seconde montée de rang, rejoignant la Primera RFEF nouvellement créée. Ils retrouvent à cette occasion le stade historique Las Gaunas, après avoir évolué trois saisons à l'Estadio Mundial 82.